# Julien Daoust
Julien Daoust, né à Saint-Polycarpe (Québec) le 19 juillet 1866 et mort à Montréal le 8 décembre 1943 à l'âge de 77 ans, est un comédien, dramaturge, régisseur et directeur de troupe de théâtre québécois.

## Biographie
Julien Daoust commence sa carrière à dix-huit ans au théâtre Bijou de Montréal et joint rapidement la troupe de Blanche de la Sablonnière avec laquelle il joue, au courant des décennies 1880 et 1890, à Montréal, à Québec et jusque sur des scènes de la Nouvelle-Angleterre. À la fin des années 1890, Julien Daoust joue même sur les scènes francophones de New York.
Le soir du 12 août 1900, Julien Daoust fonde le premier théâtre français professionnel à Montréal, le Théâtre National Français (aujourd'hui Le National). Directeur ambitieux, son théâtre connaît rapidement des difficultés financières, notamment en raison de l'extravagance de sa production de Faust de Goethe: « Dès le 9 septembre [1900], Daoust dut transmettre à Georges Gauvreau les destinées du théâtre. »
En février 1906, Julien Daoust épouse la très populaire comédienne Bella Ouellette. Le couple se sépare en 1915. En 1917, Daoust rencontre la comédienne Ella Duval, avec laquelle il aura sept enfants.
Dans sa carrière, Julien Daoust a écrit une trentaine de pièces originales ou adaptées de romans populaires et certaines lui valent d'énormes succès populaires; Daoust est l'un des artistes dramatiques montréalais les plus couronnés de succès du premier quart du XXe siècle. Son drame biblique La Passion, coécrit avec Germain Beaulieu, représenté entre les 3 mars et 5 avril 1902 au Monument-National, a su attirer près de 40 000 spectateurs. Les échos de ce succès sont tels que le producteur américain Oscar Hammerstein voyage jusqu'à Montréal pour voir la pièce et acheter à Julien Daoust et Germain Beaulieu les droits de traduction de La Passion,.
Le Triomphe de la croix, créée en mars 1903, est la seule pièce publiée de Julien Daoust. Ce texte a été joué les semaines précédant Pâques chaque année jusqu’à la Seconde Guerre mondiale. Les pièces Le Chemin des larmes et La Conscience d'un prêtre méritent aussi d'être nommées parmi ses grands succès[réf. nécessaire].
Le fonds d'archives de Julien Daoust est conservé au centre d'archives de Montréal de Bibliothèque et Archives nationales du Québec.

## Honneurs
Le 25 avril 1941, Gratien Gélinas anime, au Théâtre National, une soirée hommage au dramaturge.
Le 27 mars 1969, le ministre des affaires culturelles du Québec, Jean-Noël Tremblay, et le directeur général du Théâtre et Conservatoire d'art dramatique, Guy Beaulne, dévoilent une plaque commémorative à l'entrée du Théâtre National, fondé par Daoust.

## Œuvres[9]

### Œuvres de théâtre
- La Passion, coécrite avec Germain Beaulieu (1902)
- Le Triomphe de la Croix (1903)
- Le Précurseur (1903)
- Une Rose canadienne (1904)
- La Fin du Monde, coécrite avec Germain Beaulieu (1907)
- Les Trois mariés (1911)
- La Conscience d'un prêtre (1915)
- Le Chemin des Larmes (1917)
- La Création du Monde (1915)
- Évangéline (1925)
- Tourbillon social ou Justice Éternelle (1931)
- Ste-Thérèse de l'Enfant-Jésus (1933)

### Revue
- La Belle Montréalaise (1913)

## Sources
- Recherches théâtrales du Canada
- 101 années de vedettariat au Québec, Outremont, Éditions du Trécarré, 2000, 160 p. (ISBN 2-89249-977-1)